# Drama en verso y verso dramático
El drama en verso es cualquier drama escrito principalmente en verso (es decir, con finales de línea) para que un actor lo interprete ante un público. A pesar de que el drama en verso no necesita ser fundamentalmente en verso para considerarse de esta categoría, algunos fragmentos importantes de la obra deberían serlo para calificarlos así. Durante mucho tiempo, el drama en verso fue la forma dominante de las obras dramáticas europeas (y también fue importante en culturas no europeas). La tragedia griega y las obras de Racine están escritas en verso, al igual que casi todas las obras dramáticas de William Shakespeare, Ben Jonson y John Fletcher, y otros trabajos como Fausto, de Goethe, y las primeras obras de Henrik Ibsen. En la mayor parte de Europa, el drama en verso ha seguido siendo una forma de arte destacada, mientras que, al menos popularmente, se ha vinculado casi exclusivamente a Shakespeare en la tradición inglesa. En la lengua inglesa el verso ha continuado, aunque menos abiertamente, con ocasionales aumentos de popularidad, tales como las obras de poetas conocidos, como Christopher Fry y T. S. Eliot.
En el nuevo milenio ha habido un resurgimiento del interés por la forma del drama en verso. Algunos de ellos usaban el verso libre o el pentámetro yámbico, y se esforzaron en acercarse al estilo de escritura de Shakespeare. King Charles III, de Mike Bartlett, escrito en pentámetro yámbico, se representó en el West End y en Broadway, que además fue grabado para la BBC con el elenco original. Del mismo modo, La Bete, de David Hirson, que se esfuerza por recrear las farsas de Moliere en pareados con rima, gozó de varias producciones destacadas en ambos lados del Atlántico. David Ives, conocido sobre todo por sus obras cortas y absurdas, recurrió a la «tradadaptación» (su palabra) en sus últimos años: traducir y actualizar las comedias francesas, como The School for Lies y The Metromaniacs, ambas estrenadas en Nueva York. Con el renovado interés en el drama en verso, las compañías de teatro buscan obras «nuevas de Shakespeare» para producir. Compañías como Red Bull Theatre, en Nueva York (llamada así por el teatro histórico del mismo nombre), se especializan en producir «tradaptaciones» de Ives, así como obras en verso desconocidas. Turn to Flesh Productions, una compañía teatral de Nueva York fundada por una especialista en drama en verso, Emily C. A. Snyder, desarrolla directamente nuevas obras en verso con dramaturgos vivos, con la misión de crear papeles vibrantes para mujeres y quienes no están representados en el arte clásico. En 2017, el Centro Americano de Shakespeare fundó los Nuevos Contemporáneos de Shakespeare (SNC, por sus siglas en inglés), que solicita nuevas obras de teatro que sigan el canon de Shakespeare. Esto fue en parte en respuesta al Festival Shakespeare de Oregon, que encargaba versiones en «inglés moderno» de las obras de Shakespeare.
Sin embargo, el siglo XXI también vio a los profesionales del teatro usando el verso y formas híbridas en una selección mucho más amplia de textos dramáticos y representaciones y formas teatrales que aquellos inspirados por Shakespeare. La investigadora transnacional Kasia Lech demostró que las prácticas contemporáneas buscan el verso para probar los límites del drama en verso y sus tradiciones en el teatro occidental, incluido el teatro en inglés, pero también polaco, español y ruso. Lech sostiene que el verso es particularmente relevante para la práctica teatral contemporánea porque la relación dialógica entre sus niveles rítmicos y léxicos habla sobre la naturaleza plural del mundo globalizado. Lech establece que artistas como el polaco Radosław Rychcik y el Teatro Inverso hispano-británico utilizan el verso en contextos multilingües «como una herramienta de actuación para interactuar y reflexionar sobre los procesos interlingüísticos como fuerza sociopolítica y como plataforma para teatralizar lo extranjero.» El nigeriano Inua Ellams explora su identidad, que escapa de las fronteras geográficas, nacionales y temporales. La rusa Olga Shilyaeva en su obra de 2018, 28 дней. Трагедия менструального цикла (28 días. La tragedia de un ciclo menstrual) utiliza el verso para hablar sobre la experiencia de la menstruación. La irlandesa Stefanie Preissner, en su Our Father (2011) y Solpadeine Is My Boyfriend (2012) juega con la autobiografía y sus múltiples identidades «como personaje al que representa, como actriz, escritora y voz de una generación joven de Irlanda que se enfrenta a cambios políticos, sociales y personales drásticos y que busca desesperadamente la previsibilidad”.

## Verso dramático
El verso dramático aparece en un trabajo dramático, como una obra, compuesta en forma poética. La tradición del verso dramático se remonta, al menos, a la antigua Grecia.
El Renacimiento inglés vio la cima del verso dramático en el mundo angloparlante, con dramaturgos como Ben Jonson, Christopher Marlowe y William Shakespeare desarrollando nuevas técnicas, tanto para la estructura dramática como para la forma poética. Aunque algunas obras de teatro, como El sueño de una noche de verano, incluyen largos pasajes en verso rimado, la mayoría de los versos dramáticos se componen de versos blancos; también hay pasajes de prosa.
El verso dramático comenzó a perder popularidad en el siglo XIX, cuando los estilos prosaico y conversacional de dramaturgos como Henrik Ibsen llegaron a prevalecer, y George Bernard Shaw los adaptó al inglés. El drama en verso también tuvo un papel importante en el desarrollo del teatro irlandés.

## Drama de armario
Una tendencia importante de alrededor de 1800 fue el drama de armario: un drama en verso destinado a ser leído, en lugar de ser representado. Byron y Shelley, así como una enorme cantidad de figuras menores, dedicaron mucho tiempo al drama de armario, en señal de que la tragedia en verso estaba ya en un estado de obsolescencia. Es decir, si bien los poetas del siglo XVIII podían escribir dramas poéticos regulares, el gusto del público por nuevas obras ya estaba alejándose a principios del siglo XIX, y su puesta en escena tenía poco atractivo desde el punto de vista comercial.
En cambio, la ópera retomaría el drama en verso destinado al canto: todavía se da el caso de que un libreto en verso pueda tener éxito. El drama en verso como tal, sin embargo, al convertirse en drama de armario, se convirtió simplemente en una forma poética más larga, sin la conexión con el teatro y la actuación.
Según Robertson Davies en A Voice From the Attic, el drama de armario es «Literatura lúgubre, ¡una experiencia rancia, de segunda mano!» Pero, de hecho, gran parte se escribió en la época victoriana, y posteriormente, hasta el punto de que se convirtió en una forma larga más popular al menos que la epopeya desvaída. Michael Field y Gordon Bottomley fueron ejemplos prolíficos en la forma.

## Verso, teatro y pandemia covid-19
Durante la primera ola de la pandemia covid-19, artistas del teatro polaco experimentaron con verso para recrear el sentido de vitalidad, la presencia y la inmediatez mientras los teatros estaban cerrados debido al confinamiento.

## Poesía dramática en general
La poesía dramática es cualquier poesía que utilice el discurso de los personajes involucrados para contar una historia o retratar una situación.
Los principales tipos de poesía dramática son aquellos que ya se han discutido, que se encuentran en obras escritas para teatro y en libretos. Hay otras formas dramáticas en verso; estas incluyen monólogos dramáticos, como los escritos por Robert Browning y Alfred Tennyson y Shakespeare.

## Otras lecturas
- Denis Donoghue (1959) The Third Voice: Modern British and American Verse Drama
- Kasia Lech. (2021) Dramaturgy of Form: Performing Verse in Contemporary Theatre. Routledge. Enlace online
- Kasia Lech. (2021) 5 Reasons Why Verse is the Language for Theatre in 2020s. Enlace online TheTheatroTimes.com
- Irene Morra (2016) Verse Drama in England, 1900-2015: Art, Modernity and the National Stage. Methuen. Enlace online

- Datos: Q1370860